# إسماعيل سردي
إسماعيل سردي  (1986 المغرب) هو لاعب كرة قدم مغربي.